# George Foy
Œuvres principales
- Asia Rip
- Caboteur
- The Shift
- Enquête sur Kamanzi

George Foy, né le 14 décembre 1952 à Barnstable, dans le Massachusetts, est un écrivain franco-américain, auteur de roman littéraire, essais, roman policier et de science-fiction.

## Biographie
Il fait des études en science économique et politique à l'université de Londres, à l'institut d'études politiques de Paris et au lycée français de New York.
En 1984, il publie son premier roman, Asia Rip (Asia Rip), dont l'action se situe sur l'océan Atlantique et dans lequel un pêcheur, voulant créer sa société pour vendre directement le produit de sa pêche, se heurte à la mafia qui contrôle le marché du poisson de Fulton Fish Market. Ce roman est, selon Claude Mesplède, « un excellent suspense maritime ». Son deuxième roman traduit en français, Caboteur (Coaster) se situe dans l'univers maritime britannique.
En 2016, il fait publier un roman écrit en français, Enquête sur Kamanzi (Éditions Globophile, Vincennes) qui décrit le périple d'un reporter de guerre Aixois cherchant un ami africain disparu parmi les tourments de la guerre civile au congo. 

## Œuvre

### Romans signés George Foy
- Asia Rip, L'Atalante, coll. « Bibliothèque de l'évasion », 1995 ((en) Asia Rip, 1984)  (ISBN 2-84172-005-5)
- (en) Tidal Race, 1985
- Caboteur, L'Atalante, coll. « Bibliothèque de l'évasion », 1996 ((en) Coaster, 1986)  (ISBN 2-84172-027-6)
- (en) Challenge, 1988
- (en) Contraband, 1997
- (en) The Shift, 1997Nommé au prix Philip-K.-Dick 1997
- (en) The Memory of Fire, 2000
- (en) The Last Harbor, 2001
- Enquête sur Kamanzi, 2014, 292 p.  (ISBN 979-10-94423-03-5)

### Romans signés G. F. Michelsen
- (en) To Sleep with Ghosts, 1992
- (en) Hard Bottom, 2001
- (en) The Art and Practice of Explosion, 2003
- (en) Mettle, 2007

### Autre ouvrage signé George Michelsen Foy
- (en) Zero Decibels: The Quest for Absolute Silence, 2010

## Sources
: document utilisé comme source pour la rédaction de cet article.
- Claude Mesplède (dir.), Dictionnaire des littératures policières, vol. 1 : A - I, Nantes, Joseph K, coll. « Temps noir », 2007, 1054 p. (ISBN 978-2-910-68644-4, OCLC 315873251), p. 774